# Spoorlijn 183 (België)
Spoorlijn 183 ofwel Spoorlijn La Louvière - Bascoup (Etat) was een Belgische spoorlijn die La Louvière met Bascoup verbond. De spoorlijn was 8km lang.
De lijn is grotendeels gesloten voor de spoorwegen in België rond 1900 een nummer kregen. Restanten van de lijn zijn genummerd als spoorlijn 183, spoorlijn 240 en spoorlijn 253.

## Geschiedenis
De lijn werd geopend door de private onderneming Chemin de Fer de Manage à Mons in 1848, en kreeg de bijnamen Chemin de fer des Anglais of Ligne de l'Olive. Tussen stations L'Olive en L'Etoile was de lijn uitgerust met een hellend vlak van 500 meter lengte en 45m hoogteverschil, met 9% veel steiler dan de Hellende Vlakken van Luik (die slechts 3% zijn). Dit hellend vlak was "zelftrekkend", de afdalende volle kolenwagons trokken de lege omhoog via een systeem van kabels en katrollen.
In 1858 nam de Belgische Staat de exploitatie over, en in 1871 het eigendom van de lijn, die op 10 februari 1874 werd opgedeeld in vijf lijnvakken. Twee daarvan, La Louvière - Houssu en La Verrerie - Mariemont, gingen meteen dicht.
In 1865 werd het eindstation Bascoup, hernoemd in Bascoup (Etat), verbonden met het station Bascoup-Chapelle (het huidige Bascoup) op de nieuw geopende spoorlijn 113. In 1887 werd het spooremplacement van Mariemont sterk vereenvoudigd, waarbij het gedeelte tussen Mariemont en Bascoup-Etoile werd gesloten.
Het gedeelte L'Etoile - Bascoup (Etat) - Bascoup (Chapelle) bleef in dienst als industriële aansluiting voor de mijnengroep Mariemont-Bascoup tot 1968 en kreeg het nummer 253. Het lijnstuk van Houssu naar La Verrerie (genummerd als 240) en verbonden met het nabijgelegen Haine-St-Pierre (op lijn 112) ging pas dicht in 1987 en werd in 1989 opgebroken.
De lijn kende vanaf het begin ook reizigersverkeer, van Manage en La Louvière tot L'Olive, in 1871 ingekort tot Mariemont (Etat) en in 1874 geheel opgeheven.

## Aansluitingen
In de volgende plaatsen is of was er een aansluiting op de volgende spoorlijnen:
La Louvière-Centrum
Spoorlijn 112 tussen Marchienne-au-Pont en La Louvière-Centrum
Spoorlijn 116 tussen Manage en Y La Paix
Mariemont
Spoorlijn 112 tussen Marchienne-au-Pont en La Louvière-Centrum
Bascoup
Spoorlijn 113 tussen Manage en Piéton
Spoorlijn 254 tussen Bascoup en Trazegnies